# Chiesa dei Cappuccini (Santa Lucia del Mela)
La chiesa dei Cappuccini o chiesa di San Francesco d'Assisi sotto il titolo dell'Immacolata Concezione e il convento dell'Ordine dei frati minori cappuccini (Ordo fratrum minorum capuccinorum, sigla: O.F.M.Cap.), sorgono a ridosso del colle di Mankarru su un declivio immerso nel verde e il prospetto principale degli edifici si affaccia a settentrione. Appartenente all'arcidiocesi di Messina-Lipari-Santa Lucia del Mela, vicariato di Santa Lucia del Mela sotto il patrocinio di santa Lucia, arcipretura di Santa Lucia del Mela.

## Storia

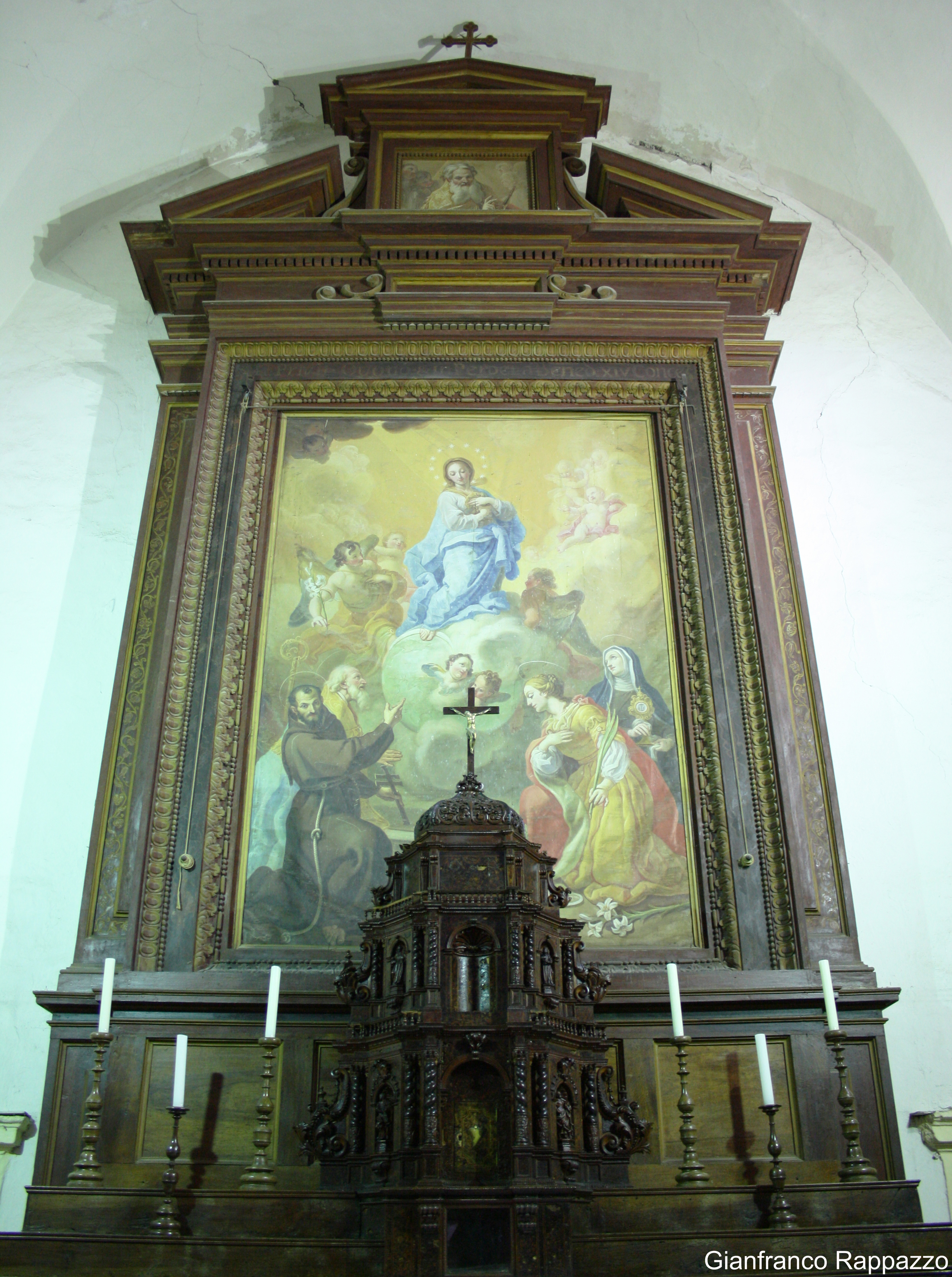
Dipinto e tabernacolo.

Presenza dei frati cappuccini documentata a partire dal XVII secolo. 
Sotto la prelatura di monsignor Simone Rao Grimaldi si stabilisce a Santa Lucia del Mela l'Ordine dei frati minori cappuccini, i quali nel 1610 costruiscono il loro convento, nonostante l'opposizione dei religiosi appartenenti all'Ordine dei frati minori conventuali.
Nel 1866 con la soppressione degli ordini religiosi e l'incameramento di numerosissimi beni ecclesiali, il convento cade in abbandono.

## Descrizione
La chiesa di San Francesco d'Assisi e il convento dell'Ordine dei frati minori cappuccini sono edificati nel 1610 in posizione amena, strutture prossime alle mura della città. Presenta un impianto a navata unica con altari addossati alle pareti e soffitto con volte a crociera.
Sul lato destro, incastonato nella facciata, s'innalza un tozzo campanile.

### Altare maggiore
Sull'altare maggiore campeggia l'Assunzione di Fra Felice da Palermo raffigurante la Vergine Maria ritratta con santa Lucia, san Biagio, san Francesco d'Assisi e santa Chiara.
- 1665, altare ligneo, attribuito a fra Isidoro da Messina. Tabernacolo scolpito a tre elevazioni, figura allegorica della Trinità, dodici colonnine tortili (numero indicante i dodici apostoli) e quattro statuine: nel primo ordine raffigurano san Pietro e san Paolo, nel secondo san Francesco d'Assisi e santa Chiara, rispettivamente il primo fondatore dell'Ordine francescano e la seconda fondatrice dell'Ordine delle clarisse.

Il 1771 / 1774 è l'arco temporale durante il quale è documentato l'apostolato di fra Felice da Palermo nel convento dei frati cappuccini di Santa Lucia del Mela.
Le fattezze di san Biagio si riscontrano nel volto di uno dei Magi nell'Adorazione dei Magi adiacente all'altare maggiore, splendido esempio di rappresentazione di fastosi costumi del Medio Oriente. Stessa tecnica, uguale stile pittorico e mano, fogge di barba comuni nella commovente Deposizione e nel quadro Maria Bambina e le Sacre Scritture. Analoga somiglianza con i tratti somatici dell'apostolo Pietro raffigurato nel quadro Assunzione della Vergine dello stesso autore presente nella concattedrale di Santa Maria Assunta. 
Per fra Felice la condizione di Servo di Dio impedisce di autografare le opere, sicché non c'è modo migliore per firmare e garantire l'attribuzione delle opere ritraendo uno dei personaggi con le proprie fattezze fisiche, nello specifico, nelle sembianze dei personaggi comuni in rilevanti ruoli, si ravvisano gli autoritratti del frate cappuccino.

### Lato destro
- Primo altare: 1732, Fra Felice da Cantalice, statua lignea raffigurante San Felice da Cantalice, primo frate cappuccino ad essere beatificato, opera eseguita da un confratello della stessa sede luciese.
- Secondo altare: 1771 / 1774 (?), Deposizione.

### Lato sinistro
- Primo altare: 1771 / 1774 (?), Adorazione dei Magi.
- Secondo altare: 1771 / 1774 (?), Maria Bambina e le Sacre Scritture raffigurata con Sant'Anna e San Gioacchino.

### Cripte

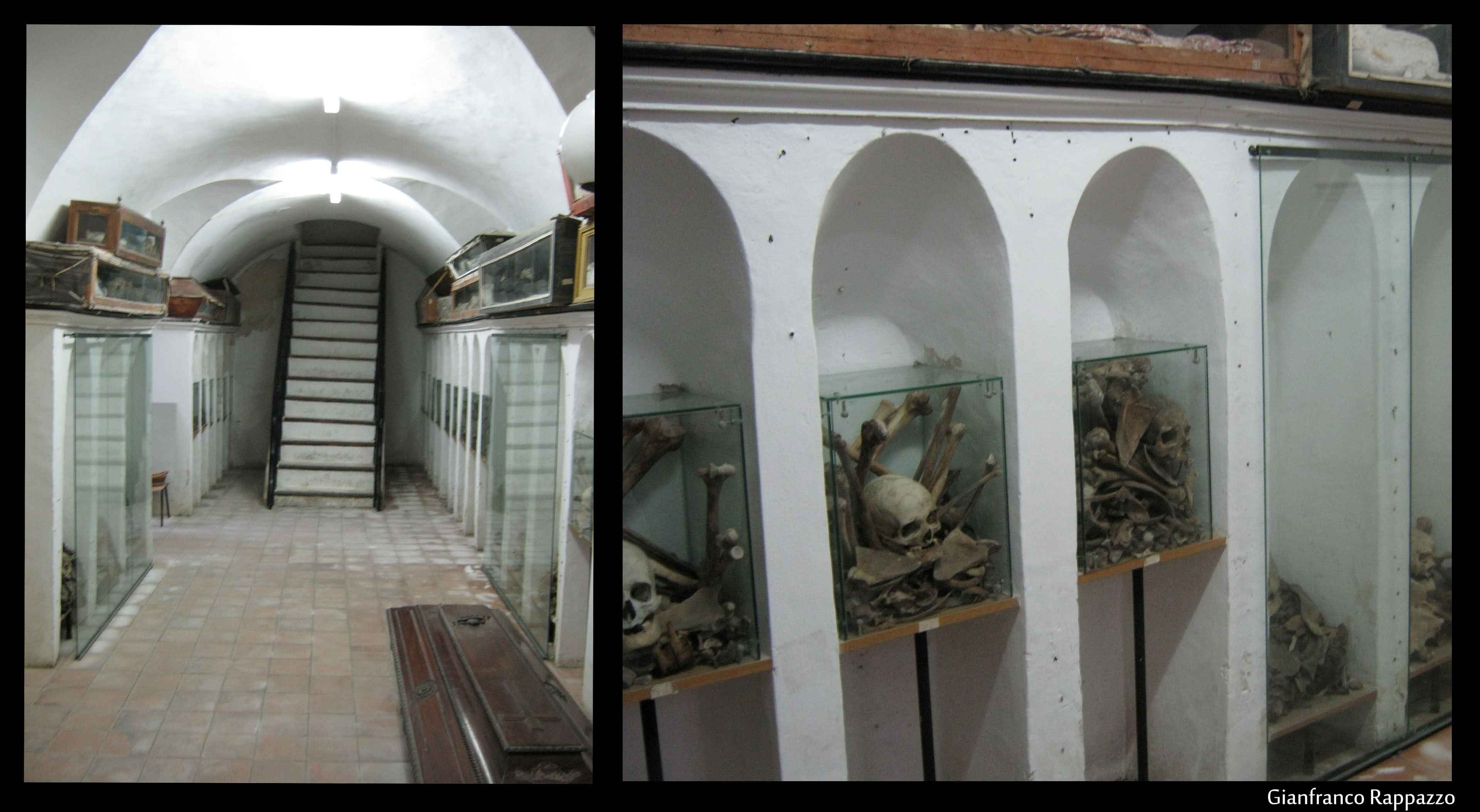
Cripta: resti umani conservati nelle teche

Nei vani inferiori della chiesa è presente la cripta con i corpi mummificati dei notabili del tempo. In un lungo corridoio del convento sono esposte alcune tele raffiguranti guarigioni per intercessione dei santi e ex voto.
Solo recentemente grazie all'antropologo messinese Dario Piombino-Mascali la chiesa ha cominciato a rivivere, conquistando visibilità e notorietà. Diventato cittadino onorario di Santa Lucia del Mela lo studioso e ricercatore ha contribuito a far valorizzare la Cripta dei Cappuccini avviando il primo centro di ricerca in Italia per lo studio sulle mummie. Dal 2016 infatti a Santa Lucia del Mela tra Luglio e Agosto si ritrovano giovani universitari e docenti americani per partecipare ad un campus sullo studio dei cadaveri mummificati contenute nella cripta.